# 2000-е годы до н. э.
2000-е (двухты́сячные) го́ды до на́шей э́ры по пролептическому юлианскому календарю — промежуток времени с 1 января 2009 года до н. э. по 31 декабря 2000 года до н. э., включающий с 2009 по 2001 годы 10-го десятилетия XXI века 3-го тысячелетия до н. э. и 2000 год 1-го десятилетия XX века 2-го тысячелетия до н. э. Им предшествовали 2010-е годы до н. э., за ними следовали 1990-е годы до н. э. Они закончились 4025 лет назад.

## Правители
- Фараоны Египта: Ментухотеп II, Ментухотеп III, Ментухотеп IV (точные даты правления спорны).
- Цари Исина: Ишби-Эрра (2017—1985)
- Цари Ларсы:  Напланум (2025—2005), Эмициум (2005—1977)
- Цари Элама: Хутрантемпти, Киндатту, Идатту I, Тан-Рухартер, Идатту II (точные даты неизвестны).
- Правители Ашшура: Пузур-Ашшур I, Шаллим-аххе, Илушума (точные даты неизвестны).
- Цари Ся: Юй, Ци, Тай Кан, Чжун Кан (существование спорно).

## События

### Египет
- Основан город Кава (Гематон) в Египте;
- Начало строительства храмового комплекса Карнак;
- Росписи гробниц в Бени-Хасане (Египет);
- 2064—1986 до н. э. — Династические войны в Египте.
- 1991 до н. э. — Египет: конец XI династии, начало XII династии.

### Месопотамия и Сирия
- Первые сведения о городе Халеб[1][2][3], центре государства Ямхад;
- Записаны законы Исина;
- Ок. 2000 — Вторжение амореев в Финикию.
- Аморейские царства в Двуречье. Царство со столицей в Исине (Аккад) и Ларсе (Шумер). Государства Эшнунны (аморейское) и Мари. Исин и Ларса ведут постоянную борьбу.
- Начало века — составлен сборник законов царя Эшнунны Билаламы.
- Первая половина века — Правитель Ашшура Шалимахум.

### Другие регионы
- XX—VIII века — бронзовый век в Европе.
- Ок. 2000 — появление кельтов в Европе.
- Ок. 2000 — возведение мегалитов в Карнаке (Франция).
- Ок. 2000 — миграция создателей колоколовидных кубков из Испании и Португалии в Германию.
- 1900 до н. э. — вторжение ахейцев в Грецию.
- Ок. 2000 — ок. 1450 — расцвет критской цивилизации.
- Ок. 2000 — строительство дворцового комплекса в Кноссе.
- XX—XVIII века — фестский дворец является центром Крита.
- расцвет на Южном Урале синташтинской культуры, использующей одни из первых в мире колесниц.
- Зрелая стадия Хараппской цивилизации.
- Первые глоссы в Китае;
- Ок. 2000—1850 — культура Луншань в Северном Китае. Быстро распространилась до южного побережья.[источник не указан 469 дней]
- 1994—1766 (2205—1766/83) — традиционные даты правления династии Ся в Китае. Основатель Юй. Основана членами клана Си, потомками Ю. Китайцы оттеснили жунов и ди в горы, степи и южные джунгли.
- Ок. 2000 — заселение меланезийцами Соломоновых островов.

## Важные персоны
- Липит-Иштар — царь Исина.